# Gustavo di Wasaborg
Gustavo di Vasaborg, o Gustav Gustavson (Stoccolma, 24 aprile 1616 – Wildeshausen, 25 ottobre 1653), è stato un condottiero svedese.

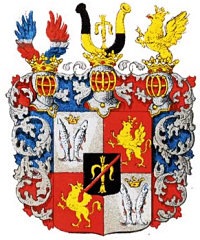
Arma di Gustavo di Vasaborg

Era figlio illegittimo del re di Svezia Gustavo II Adolfo e della sua amante olandese Margherita Slots o Margherita Cabeliau. Fu condottiero dell'esercito svedese nella guerra dei trent'anni.

## Biografia
Bambino intelligentissimo, un vero enfant prodige, già allˈetà di dieci anni sˈiscrisse allˈUniversità di Uppsala. Nel 1630 passò a quella di Wittenberg, insieme al suo precettore (praefectus morum) Hermann Meier von Münzenbrock.
Nellˈottobre del 1632 gli fu assegnato il titolo onorifico di Rector magnificus dellˈUniversità. Non trascorse però molto tempo, che egli si dedicò all'esercito svedese. Nel 1633, appena diciassettenne, egli si distinse nella battaglia di battaglia di Oldendorf e comandò le truppe svedesi che occuparono la diocesi di Osnabrück. Da qui cacciò il principe-vescovo Franz Wilhelm von Wartenberg e si fece nominare dal capitolo, grazie alle pressioni delle truppe svedesi, amministratore. Come i principi-vescovi, egli scelse come sua residenza la rocca di Iburg, ove ancor oggi si può vedere il suo ritratto fra la serie di quelli dei principi-vescovi. Il cartiglio fa notare, che egli presiedette la diocesi
(dal cartiglio sotto il ritratto di Gustav di Vasaborg nella rocca di Iburg)
 Dal 1643 risiedette a Vörden.
Nel 1637 fu elevato al livello di nobile come as Vasaborg (di Vasaburg). La cugina Cristina di Svezia nominò il fratellastro conte di Nystad. Nello stesso tempo la sua famiglia fu accettata al numero 6 nella classe comitale della Ritterhaus svedese.
Quando nel 1643 la città di Osnabrück, come parte dei preparativi della pace venne dichiarata città neutrale, egli ne fece ritirare le truppe. A seguito della pace di Vestfalia, egli dovette sgombrare anche il territorio della relativa diocesi, cosa che fece nel 1650. Come indennizzo finanziario gli furono riconosciuti 80.000 talleri, ed ebbe ora la signoria svedese di Wildeshausen e Huntlosen, ove si fece costruire un castello.
Nel 1645 divenne governatore dell'Estonia e nel 1646 consigliere dell'impero. Nel 1649 e 1650 aspirò, senza successo, a divenire ammiraglio della flotta svedese. Rientrato in Germania, morì a Wildeshausen e la sua salma, nell'agosto del 1654 fu traslata a Stoccolma ed inumata nella propria cappella mortuaria nella chiesa di Riddarholmen.

## Matrimonio e discendenza
Egli aveva sposato Anna Sofia di Wied (1616–1694), sorella del conte Federico III di Wied.
Dalla coppia nacquero:
- Cristina (1644–1709), che sposò Wolmar Wrangel.
- Gustavo (1645- 1646)
- Carlotta, morta nel 1655
- Gustavo Adolfo (1653–1732), anch'egli ufficiale, che proseguì la dinastia dei Wasaborg e che sposò Angelica Caterina di Leiningen-Westerburg.
- Sofia (3 maggio - 8 agosto 1654)

## Ascendenza
|                              |   |                            | Genitori                      |  |  | Nonni |  |  | Bisnonni            |  |  | Trisnonni           |  |
|                              |   |                            |                               |  |  |       |  |  | Gustavo I di Svezia |  |  | Erik Johansson Vasa |  |
|                              |   |                            |                               |  |  |       |  |  | Gustavo I di Svezia |  |  | Erik Johansson Vasa |  |
|                              |   | Cecilia Månsdotter Eka     |                               |  |  |       |  |  | Gustavo I di Svezia |  |  |                     |  |
| Carlo IX di Svezia           |   |                            |                               |  |  |       |  |  | Gustavo I di Svezia |  |  |                     |  |
|                              |   | Margherita Leijonhufvud    | Erik Abrahamsson Leijonhufvud |  |  |       |  |  |                     |  |  |                     |  |
|                              |   | Margherita Leijonhufvud    | Erik Abrahamsson Leijonhufvud |  |  |       |  |  |                     |  |  |                     |  |
|                              |   | Margherita Leijonhufvud    | Ebba Eriksdotter Vasa         |  |  |       |  |  |                     |  |  |                     |  |
| Gustavo II Adolfo di Svezia  |   | Margherita Leijonhufvud    |                               |  |  |       |  |  |                     |  |  |                     |  |
|                              |   | Adolfo di Holstein-Gottorp | Federico I di Danimarca       |  |  |       |  |  |                     |  |  |                     |  |
|                              |   | Adolfo di Holstein-Gottorp | Federico I di Danimarca       |  |  |       |  |  |                     |  |  |                     |  |
|                              |   | Adolfo di Holstein-Gottorp | Sofia di Pomerania            |  |  |       |  |  |                     |  |  |                     |  |
| Cristina di Holstein-Gottorp |   | Adolfo di Holstein-Gottorp |                               |  |  |       |  |  |                     |  |  |                     |  |
|                              |   | Cristina d'Assia           | Filippo I d'Assia             |  |  |       |  |  |                     |  |  |                     |  |
|                              |   | Cristina d'Assia           | Filippo I d'Assia             |  |  |       |  |  |                     |  |  |                     |  |
|                              |   | Cristina d'Assia           | Cristina di Sassonia          |  |  |       |  |  |                     |  |  |                     |  |
| Cristina di Svezia           |   | Cristina d'Assia           |                               |  |  |       |  |  |                     |  |  |                     |  |
|                              | … | …                          |                               |  |  |       |  |  |                     |  |  |                     |  |
|                              | … | …                          |                               |  |  |       |  |  |                     |  |  |                     |  |
|                              | … | …                          |                               |  |  |       |  |  |                     |  |  |                     |  |
| …                            | … |                            |                               |  |  |       |  |  |                     |  |  |                     |  |
|                              |   | …                          | …                             |  |  |       |  |  |                     |  |  |                     |  |
|                              |   | …                          | …                             |  |  |       |  |  |                     |  |  |                     |  |
|                              |   | …                          | …                             |  |  |       |  |  |                     |  |  |                     |  |
| Margherita Slots             |   | …                          |                               |  |  |       |  |  |                     |  |  |                     |  |
|                              |   | …                          | …                             |  |  |       |  |  |                     |  |  |                     |  |
|                              |   | …                          | …                             |  |  |       |  |  |                     |  |  |                     |  |
|                              |   | …                          | …                             |  |  |       |  |  |                     |  |  |                     |  |
| …                            |   | …                          |                               |  |  |       |  |  |                     |  |  |                     |  |
|                              |   | …                          | …                             |  |  |       |  |  |                     |  |  |                     |  |
|                              |   | …                          | …                             |  |  |       |  |  |                     |  |  |                     |  |
|                              |   | …                          | …                             |  |  |       |  |  |                     |  |  |                     |  |
|                              |   | …                          |                               |  |  |       |  |  |                     |  |  |                     |  |